# علي الشبل
علي بن عبد العزيز الشبل عالم دين سعودي، اسمه علي بن عبد العزيز بن علي الشبل، وهو ابن الشيخ عبد العزيز الشبل الذي كان يعمل مدرسا في الحرم النبوي في المدينة المنورة، تحصل الشبل على البكالوريوس من جامعة الإمام محمد بن سعود الإسلامية قسم العقيدة كلية أصول الدين عام 1411 هـ، ثم تحصل على الماجستير من الجامعة نفسها عام 1418 هـ، وبعدها على دكتوراه ومن الجامعة نفسها عام 1422 هـ، يعمل الشبل أستاذا مشاركا بكلية أصول الدين قسم العقيدة بجامعة الإمام محمد بن سعود الإسلامية بالرياض.

## شيوخه
درس الشبل على مجموعة من العلماء كان أبرزهم:
- عبد العزيز بن علي الشبل.
- عبد العزيز بن باز.
- صالح الفوزان.
- عبد الرحمن البراك.
- عبد الله الغنيمان.
- محمد بن صالح العثيمين.
- عبد الله بن عبد العزيز العقيل.
- عبد الله الغديان.

## مؤلفاته
مما ألفه علي الشبل مايلي من مؤلفات:
- الجذور التاريخية لحقيقة الغلو والتطرف والإرهاب والعنف.
- مسألة الإيمان دراسة تأصيلية.
- منهج الحافظ ابن رجب الحنبلي في العقيدة.
- شرح العقيدة الطحاوية.
- التعليقة على العقيدة الواسطية.
- الأدب العلمي لعلماء الدعوة في الرد على المخالف.
- الأثبات في مخطوطات الأئمة شيخ الإسلام ابن تيمية والعلامة ابن القيم والحافظ ابن رجب.

وقد قام بتحقيق عدد من الكتب منها:
- التبصير في معالم الدين.[2]

## وصلات خارجية
- صفحته على موقع طريق الإسلام.
- http://www.alukah.net/Web/alshibl   موقع الشيخ الدكتور علي بن عبد العزيز الشبل